# Lethenteron matsubarai
Lethenteron matsubarai är en ryggsträngsdjursart som beskrevs av Vadim Dmitrij Vladykov och Kott 1978. Lethenteron matsubarai ingår i släktet Lethenteron och familjen nejonögon. Inga underarter finns listade i Catalogue of Life.